# Hồng Cổ
Hồng Cổ (tiếng Trung giản thể: 紅古區) Hán Việt: Hồng Cổ khu) là một quận thuộc địa cấp thị Lan Châu (蘭州市) của tỉnh Cam Túc, Cộng hòa Nhân dân Trung Hoa. Quận này có diện tích 535 km2, dân số 143.000 người (cuối năm 2006). Quận này có các đơn vị hành chính trực thuộc gồm 3 nhai đạo biện sự xứ, 3 trấn, 1 hương. Ở đây có các dân tộc: Hồi, Mãn Châu, Tạng, Tráng, Đông Hương, tổng cộng 18 dân tộc chung sống. Kinh tế chủ yếu là nông nghiệp.